# Madison De La Garza
Madison "Maddie" De La Garza (n. 28 decembrie 2001) este un copil actor american, sora binecunoscutei Demi Lovato. Ea este cunoscută mai ales pentru rolul lui Juanita Solis în Desperate Housewives.

## Biografie
Părinții lui Madison sunt Eddie De La Garza și Dianna Lovato (née Hart).Prieteni,familia și cei foarte apropiați de fetiță îi spun Maddie,ca un alint pentru ea.

## Filmografie
| An           | Titlu                            | Rol                | Note                                                   |
| ------------ | -------------------------------- | ------------------ | ------------------------------------------------------ |
| 2008         | Jonas Brothers: Living the Dream | Herself            | "Rockstars in Training" (Season 1 episode 13)          |
| 2008–2012    | Desperate Housewives             | Juanita Solis      | Recurring Role (Seasons 5-7) Series Regular (Season 8) |
| 2009         | Sonny with a Chance              | Young Sonny Munroe | "Cookie Monsters" (Season 1 episode 20)                |
| 2014         | Good Luck Charlie                | Zoe                | "Accepted" (Season 4, episode 18)                      |
| 2014-present | Bad Teacher                      | Kelsey             | TV series; Pre producing                               |

| An   | Titlu                       | Rol  | Note            |
| ---- | --------------------------- | ---- | --------------- |
| 2009 | Princess Protection Program | Girl | Supporting role |